# Ballerus sapa
Espèce
Statut de conservation UICN

 LC  : Préoccupation mineure
Ballerus sapa, la brème du Danube, est une espèce de poissons de la famille des Cyprinidae.
Nom ancien considéré non valide par WoRMS : Abramis sapa (Pallas, 1814).